# دارکلا (آمل)
دارکلا ، روستایی از توابع بخش مرکزی شهرستان آمل در استان مازندران ایران است.

## جمعیت
این روستا در دهستان پایین‌خیابان لیتکوه قرار دارد و براساس سرشماری مرکز آمار ایران در سال ۱۳۸۵، جمعیت آن ۵۳۹ نفر (۱۴۰خانوار) بوده‌است.
محمد هادی ساروی قهرمان المپیک ۲۰۲۴ از متولدین این روستا است.